# Posizionamento dinamico
Il posizionamento dinamico è un sistema controllato da computer per mantenere automaticamente la posizione e la direzione di una nave utilizzando le proprie eliche e propulsori. I sensori di riferimento di posizione, combinati con sensori del vento, sensori di movimento e girobussole, forniscono informazioni al computer relative alla posizione della nave e all'entità e alla direzione delle forze ambientali che incidono sulla sua posizione. Esempi di tipi di navi che impiegano questa tecnologia comprendono, a titolo esemplificativo, navi e perforazioni mobili offshore semi-sommergibili (MODU), navi per la ricerca oceanografica, navi a strati di cavi e navi da crociera. Il programma per computer contiene un modello matematico della nave che include informazioni relative al vento e alla resistenza attuale della nave e alla posizione dei propulsori. Questa conoscenza, combinata con le informazioni del sensore, consente al computer di calcolare l'angolo di sterzata richiesto e l'uscita del propulsore per ciascun propulsore. Ciò consente operazioni in mare in cui l'ormeggio o l'ancoraggio non è possibile a causa di acque profonde, congestione sul fondo del mare (condotte, modelli) o altri problemi. Il posizionamento dinamico può essere assoluto in quanto la posizione è bloccata in un punto fisso sul fondo, o relativa a un oggetto in movimento come un'altra nave o un veicolo sottomarino. Si può anche posizionare la nave ad un angolo favorevole verso il vento, le onde e la corrente, chiamata weathervaning. Il posizionamento dinamico è utilizzato da gran parte dell'industria petrolifera offshore, ad esempio nel Mare del Nord, nel Golfo Persico, nel Golfo del Messico, nell'Africa occidentale e al largo delle coste del Brasile. Attualmente ci sono più di 1800 navi che utilizzano il posizionamento dinamico.